# 茨木駅

東口（改良工事後）
（2019年11月）

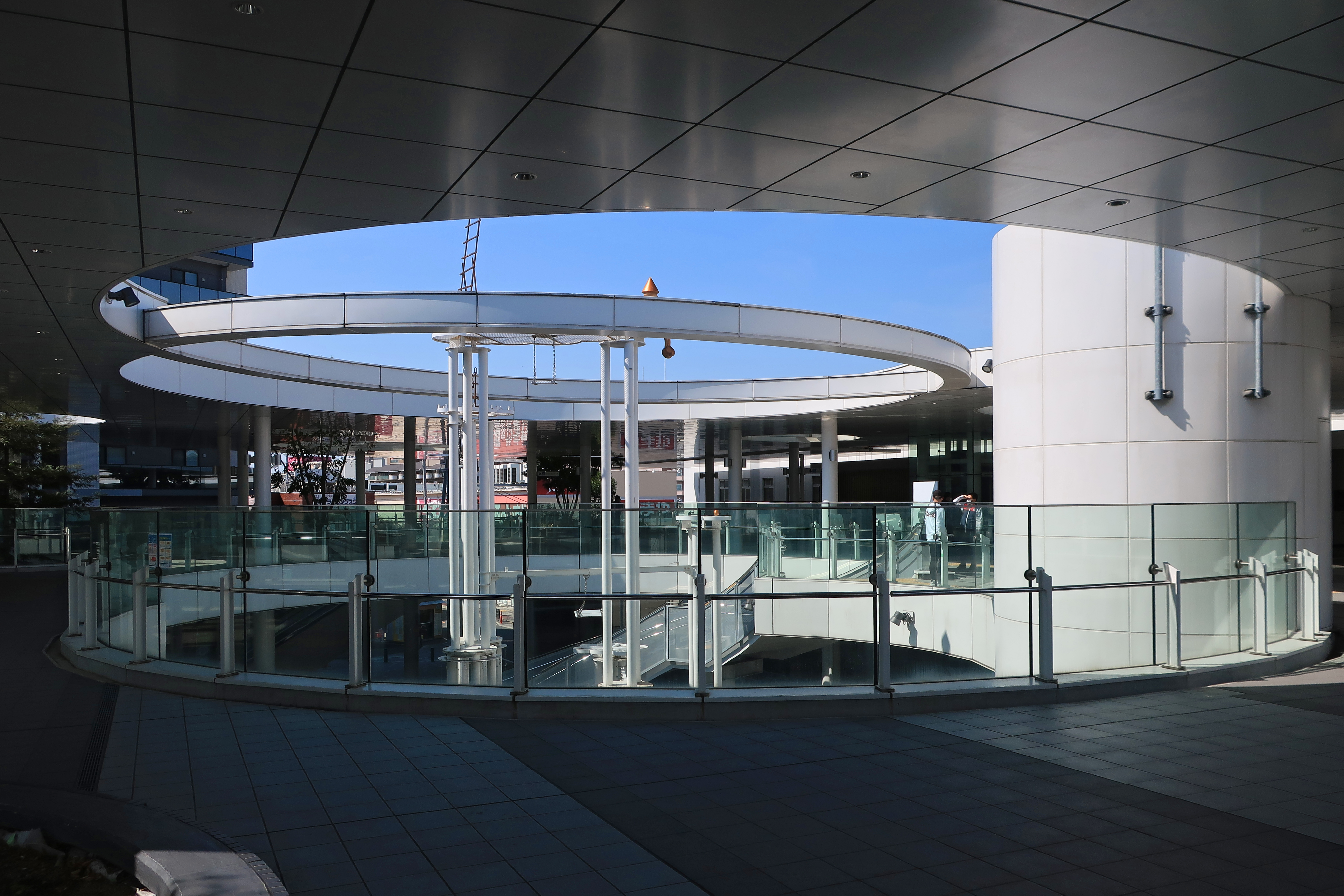
東口デッキ（いばらきスカイパレット）
（2021年3月）

茨木駅（いばらきえき）は、大阪府茨木市駅前一丁目にある、西日本旅客鉄道（JR西日本）東海道本線の駅である。駅番号はJR-A41。「JR京都線」の愛称区間に含まれている。

## 概要
茨木市を代表する駅で、かつ新快速が通過する駅の中では最も乗車人員が多い。
当駅と阪急京都線茨木市駅の間は、距離にして約1.5km、徒歩なら約18分かかる。両駅間を阪急バス・近鉄バス・京阪バスが結んでいる。阪急への乗り換えは摂津富田駅や高槻駅がより至近である。
新快速停車の計画があると報じられたことがあるが、JR西日本からの公式発表はなく、以降進展する様子はない。
回送列車や臨時列車は通過待ちのため当駅で運転停車する事がある。
また当駅構内はカーブとなっており、それに伴うITV設置の関係で、高槻・京都方面の10両・12両編成の快速のみ、ドア閉直前に乗降促進ベルが鳴る（7両編成の普通や6・8両編成の快速では鳴らない）。

## 歴史
向日町駅 - 高槻駅 - 大阪駅間の鉄道が開業した約2週間後に山崎駅・吹田駅とともに新設開業。この2駅と並び同区間内で最初の新駅となった。

### 年表
- 1876年（明治9年）8月9日：官設鉄道の高槻駅 - 大阪駅間に新設開業[2]。旅客・貨物の取り扱いを開始[2]。
- 1895年（明治28年）4月1日：線路名称制定。東海道線（1909年より東海道本線）の所属となる。
- 1969年（昭和44年）10月1日：現在の橋上駅舎に改築（3代目）。
- 1970年（昭和45年）3月14日 - 9月13日：日本万国博覧会の開催に合わせ、快速が臨時停車。「万博東口駅」という愛称がつく[1]。停車継続運動が起こり、開催終了後も快速停車継続となる[要出典]。
- 1976年（昭和51年）9月4日：当駅と専売公社・引き込み線間で京阪100年号事故が発生。
- 1986年（昭和61年）11月1日：貨物の取り扱いが廃止[2]。
  - 日本たばこ産業茨木工場・東洋製罐茨木工場・サッポロビール大阪工場へ専用線が続き、貨物輸送を行っていた。
- 1987年（昭和62年）4月1日：国鉄分割民営化により、西日本旅客鉄道（JR西日本）の駅となる[2]。
- 1988年（昭和63年）3月13日：路線愛称の制定により、「JR京都線」の愛称を使用開始。
- 1990年（平成2年）4月1日 - 9月30日：国際花と緑の博覧会の開催に合わせ、一部の特急雷鳥が会場アクセスのため臨時停車。
- 1997年（平成9年）7月19日：自動改札機を設置し、供用開始[4]。
- 2002年（平成14年）7月29日：JR京都・神戸線運行管理システム導入[5]。
- 2003年（平成15年）11月1日：ICカード「ICOCA」の利用が可能となる[6]。
- 2007年（平成19年）3月18日：駅自動放送を更新。
- 2015年（平成27年）
  - 3月12日：入線警告音の見直しに伴い、接近メロディ導入[7]。
  - 3月16日：リニューアル工事着工。東口デッキ（いばらきスカイパレット）の使用を開始、東口バスのりばの整備が完了。
- 2017年（平成29年）9月11日：改札内のエスカレーターが稼働を開始。
- 2018年（平成30年）
  - 3月17日：当駅の京都側に隣接する駅としてJR総持寺駅が開業[8]。合わせて駅ナンバリングが導入され、使用を開始。
  - 4月1日：改札外の付帯施設がグランドオープンし、リニューアル工事が完成[9][10]。
- 2019年（令和元年）5月17日：駅東南に「ビエラ茨木新中条」が開業[11]。
- 2023年（令和5年）
  - 3月31日：2・3番のりばにてJR西日本初のホーム安全スクリーンを使用開始[12]。
  - 8月24日：1・4番のりばにてホーム安全スクリーンを使用開始[13]。

## 駅構造
島式ホーム2面4線を持ち、さらにホームのない待避線を上下1本ずつ備えた地上駅で、橋上駅舎を有している。12両編成の列車に対応している。当駅の千里丘方からは貨物列車用の線路が分岐しており、吹田貨物ターミナル駅から梅田貨物線や北方貨物線などへ入る列車は貨物列車用の線路に入ることになる。改札内にトイレがある。
直営駅で、高槻駅長の管理下にあるが、吹田駅と同様に地区駅長が配置され、当駅は千里丘駅を管理している。ICOCA利用可能駅（相互利用可能ICカードはICOCAの項を参照）。

### のりば
| のりば | 路線     | 方向 | 線路   | 行先             | 備考               |
| ------ | -------- | ---- | ------ | ---------------- | ------------------ |
| 1      | JR京都線 | 下り | 外側線 | 大阪・三ノ宮方面 | 平日朝の一部の快速 |
| 2      | JR京都線 | 下り | 内側線 | 大阪・三ノ宮方面 |                    |
| 3      | JR京都線 | 上り | 内側線 | 高槻・京都方面   |                    |
| 4      | JR京都線 | 上り | 外側線 | 高槻・京都方面   | 平日朝の一部の快速 |

#### 付記事項
- 上表の路線名は旅客案内上の名称（愛称）で表記している。
- 原則として2番のりばと3番のりばが使用される。1・4番のりばは平日朝ラッシュ時の快速のみ停車し、それ以外の時間帯はロープが張られている。

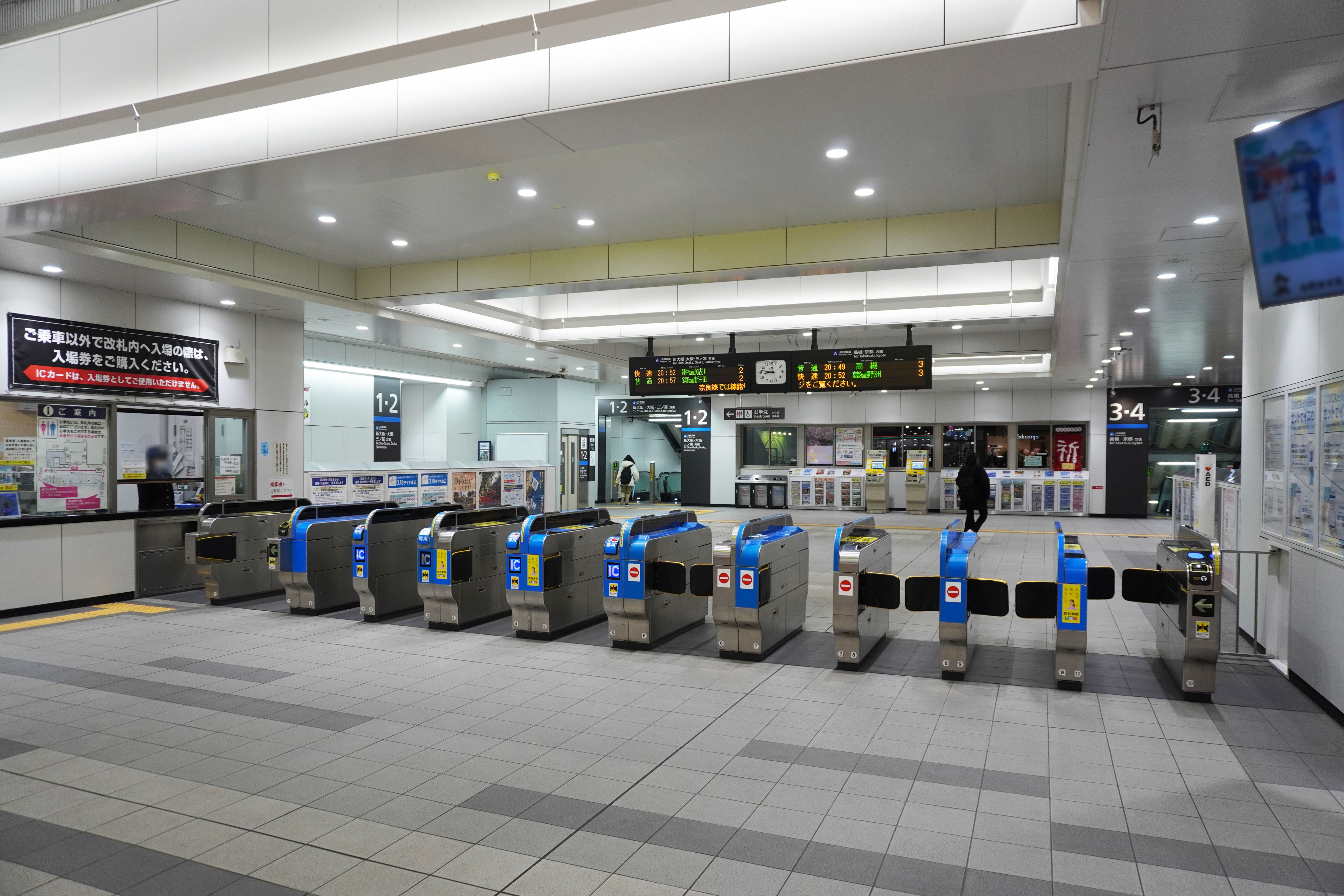
改札口（2023年2月）
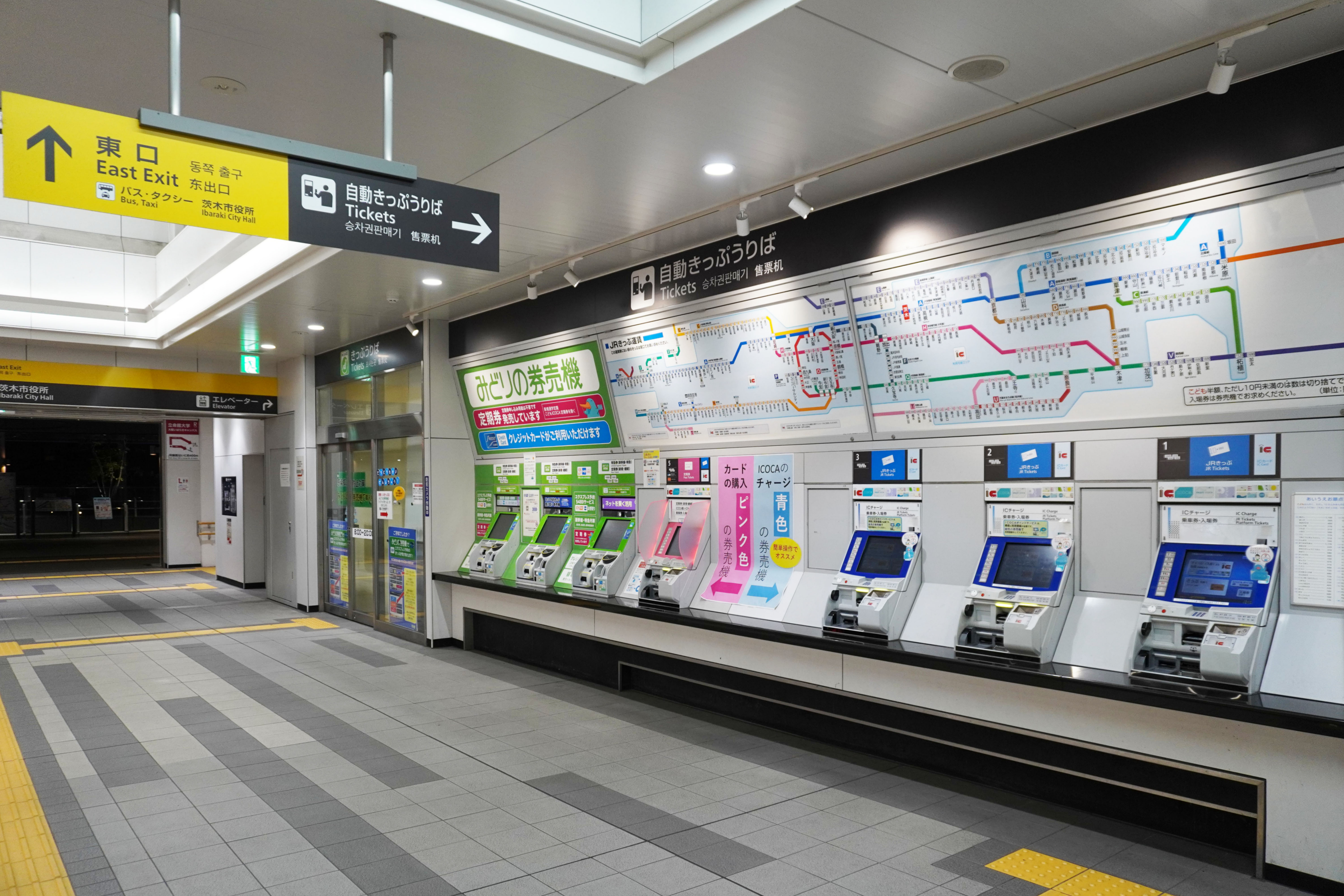
切符売り場（2023年2月）
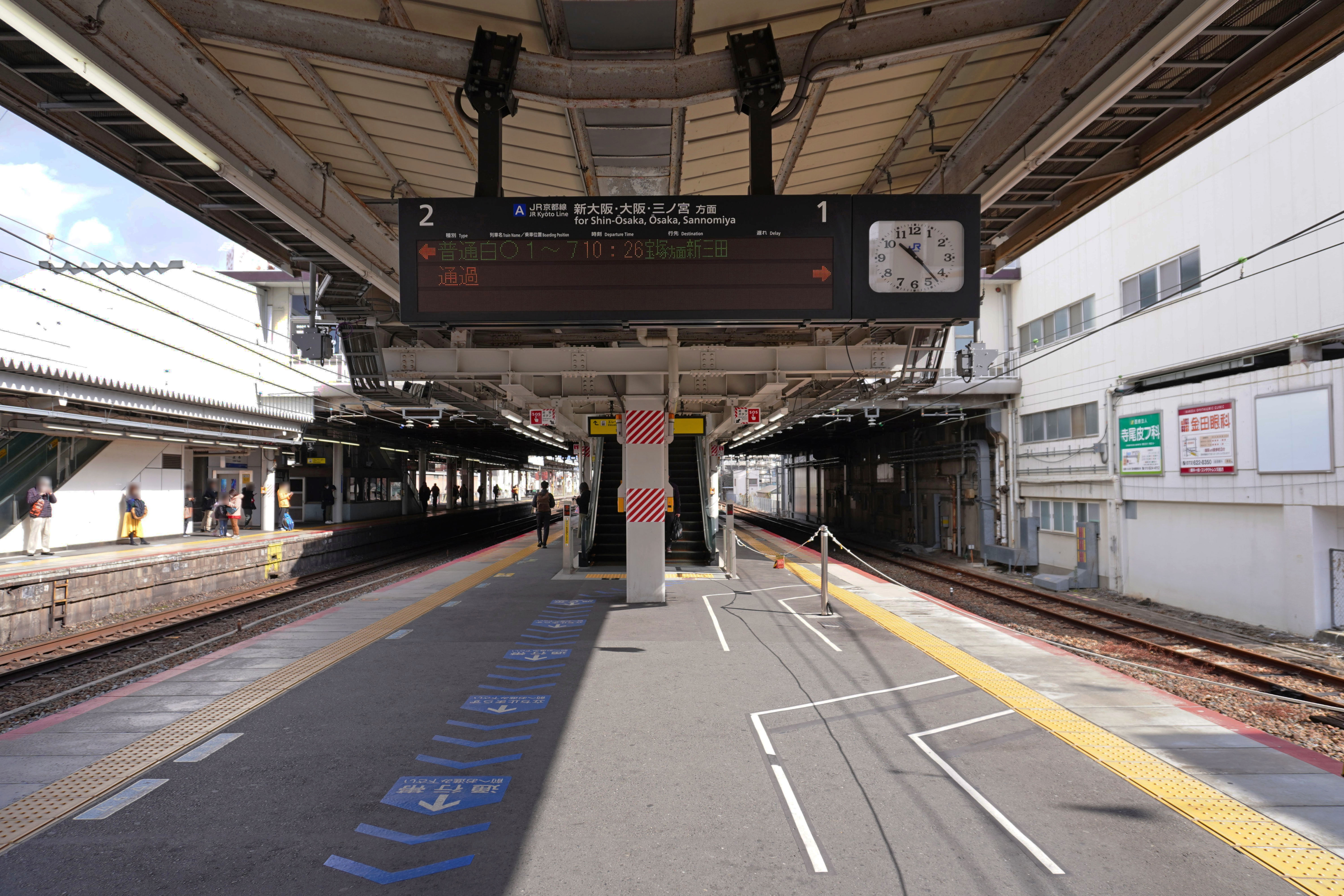
1・2番のりばホーム（2023年2月）
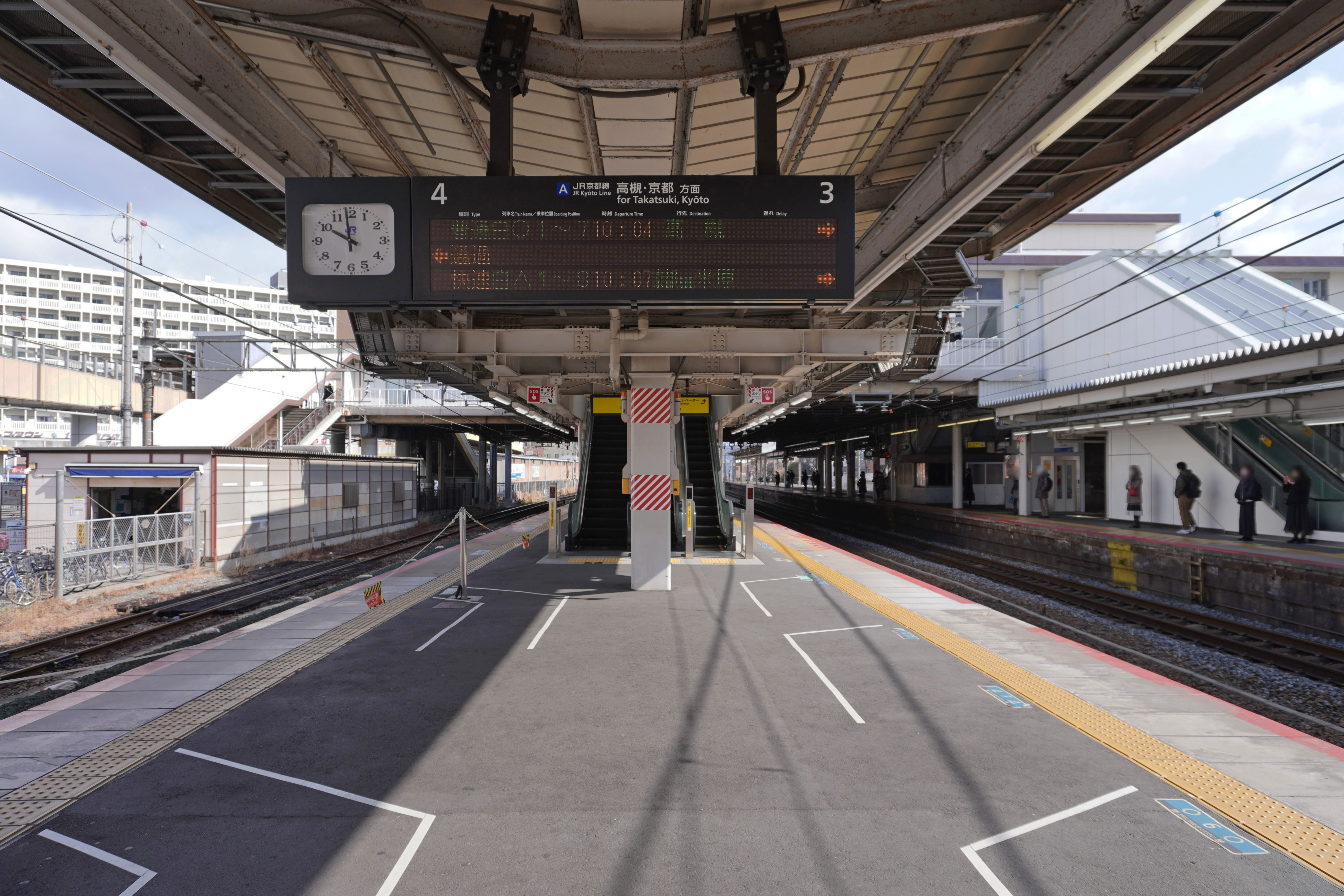
3・4番のりばホーム（2023年2月）

### 運転取り扱い上の呼称
- 1番線：ホームなし（待避線）
- 2番線：1番のりば、下り外側線（本線）
- 3番線：2番のりば、下り内側線（本線）
- 4番線：3番のりば、上り内側線（本線）
- 5番線：4番のりば、上り外側線（本線）
- 6番線：ホームなし（待避線）
  - 1番線、6番線は向日町駅 - 新大阪駅・大阪駅間の回送列車などの待避などに使われる。
  - 下りは場内と第一出発 ～ 第三出発があり、[外]場内で1番線へ進入、[外]第三出発で外側線→貨物線、[内]内側線→外側線・貨物線へ進出できる[要出典]。
  - 上りは第一場内～第四場内と出発があり、[外]第一場内は貨物線から外側線へ合流、[外]第二場内で外側線→内側線、[外]第三場内で外側線→6番線、[内]内側線→5番線へ進入できる[要出典]。

### 付帯施設
改札前コンコースに自動券売機・みどりの窓口がある。駅改良工事に伴い、改札正面から改札隣に移動した。また、2009年（平成21年）初までは京阪資本のジューサーバーがあったが閉店、その後バウムクーヘン店を経て2010年（平成22年）4月時点ではビアードパパの作りたて工房が開業した。隣のスペースにはミスターミニットが入居していたが、2013年（平成25年）初頭に閉店、2014年からは舞昆のこうはらが1年間限定で営業、その後洋菓子屋となっていた。いずれも、駅改良工事に伴い2016年10月31日をもって閉店した。
改札内コンコースではパン屋が営業していたが、こちらも駅改良工事に伴い閉店した。
東口階段下には、コンビニ「ハート・イン」があったが同様に駅改良工事に伴い閉店した。西口階段下には、レンタサイクル「駅リンくん」がある。
なお、2018年春に一連の駅改良工事が完了し、以下の核店舗が開業した。
- セブンイレブン ハート・イン
- デリカフェ
- 麺家
- エピソード（ファッション雑貨）
- ココカラファイン（ドラッグストア）
- 日本旅行（2019年12月24日閉店）

また、当駅に設置されているトイレは大阪府内のJRの駅としては関西空港駅・大阪駅に次いで3番目とかなり早い段階から無料でトイレットペーパーが設置されていた。

### バリアフリー
エレベーターは両ホームと改札階とを結ぶものと、改札階と地上（西口・東口とも）を結ぶものが設置されている。2017年9月11日には両ホームと改札階とを結ぶエスカレーターの使用が開始された。

## ダイヤ
朝ラッシュ時は、当該時間帯のみ外側線を走行する快速の多くが普通と連絡する。大阪方面については、当駅で快速と連絡を取らない普通も多くあるが新大阪駅到着までに追い抜かれる。
一方日中時間帯は普通と快速の連絡はなく、普通も全て大阪・高槻まで先着する。このためこれらの駅までの利用であれば1時間あたり12本（快速が4本、普通が8本）利用することが出来る。

## 利用状況
2023年（令和5年）度の1日平均乗車人員は43,428人であり、JR西日本の駅では尼崎駅に次いで第16位。新快速通過駅の中では最も多い。阪急京都線の茨木市駅を凌ぎ、茨木市内では最大の利用者数を誇る。また関西圏内にある大都市郊外の駅としてもトップクラスの数字である。

### 1日平均乗車人員
2015年まではJR西日本管内の駅では17位であったが、同年の立命館大学大阪いばらきキャンパス開設により大きく利用客数を伸ばし、翌年以降は新型コロナウイルスの流行による学生利用者の大幅減少がみられた2020年度を除き16位となっている。
各年度の1日平均乗車人員は以下の通りである。
| 年度               | 1日平均 乗車人員 | 増加率 | 順位 | 定期利用状況 | 定期利用状況 | 出典      | 出典          |
| 年度               | 1日平均 乗車人員 | 増加率 | 順位 | 1日平均      | 定期率       | JR        | 大阪府        |
| ------------------ | ---------------- | ------ | ---- | ------------ | ------------ | --------- | ------------- |
| 1988年（昭和63年） | 41,612           |        |      | 29,177       | 70.1%        |           | [ 大阪府 1 ]  |
| 1989年（平成元年） | 42,465           | 2.0%   |      | 29,764       | 70.0%        |           | [ 大阪府 1 ]  |
| 1990年（平成02年） | 44,225           | 4.1%   |      | 30,731       | 69.5%        |           | [ 大阪府 2 ]  |
| 1991年（平成03年） | 44,582           | 0.8%   |      | 31,215       | 70.0%        |           | [ 大阪府 3 ]  |
| 1992年（平成04年） | 45,510           | 2.1%   |      | 32,103       | 70.5%        |           | [ 大阪府 4 ]  |
| 1993年（平成05年） | 45,840           | 0.7%   |      | 32,069       | 70.0%        |           | [ 大阪府 5 ]  |
| 1994年（平成06年） | 45,660           | -0.4%  |      | 31,812       | 69.7%        |           | [ 大阪府 6 ]  |
| 1995年（平成07年） | 46,898           | 2.7%   |      | 32,412       | 69.1%        |           | [ 大阪府 7 ]  |
| 1996年（平成08年） | 47,118           | 0.5%   |      | 32,611       | 69.2%        |           | [ 大阪府 8 ]  |
| 1997年（平成09年） | 45,816           | -2.8%  |      | 31,882       | 69.6%        |           | [ 大阪府 9 ]  |
| 1998年（平成10年） | 44,932           | -1.9%  |      | 31,144       | 69.3%        |           | [ 大阪府 10 ] |
| 1999年（平成11年） | 44,367           | -1.3%  |      | 30,654       | 69.1%        |           | [ 大阪府 11 ] |
| 2000年（平成12年） | 44,961           | 1.3%   |      | 30,483       | 67.8%        |           | [ 大阪府 12 ] |
| 2001年（平成13年） | 45,805           | 1.9%   |      | 30,863       | 67.4%        |           | [ 大阪府 13 ] |
| 2002年（平成14年） | 44,810           | -2.2%  |      | 30,307       | 67.6%        |           | [ 大阪府 14 ] |
| 2003年（平成15年） | 45,314           | 1.1%   |      | 30,736       | 67.8%        |           | [ 大阪府 15 ] |
| 2004年（平成16年） | 45,318           | 0.0%   |      | 31,062       | 68.5%        |           | [ 大阪府 16 ] |
| 2005年（平成17年） | 45,237           | -0.2%  |      | 31,088       | 68.7%        |           | [ 大阪府 17 ] |
| 2006年（平成18年） | 45,648           | 0.9%   |      | 31,407       | 68.8%        |           | [ 大阪府 18 ] |
| 2007年（平成19年） | 45,502           | -0.3%  |      | 31,530       | 69.2%        |           | [ 大阪府 19 ] |
| 2008年（平成20年） | 45,688           | 0.4%   |      | 31,652       | 69.3%        |           | [ 大阪府 20 ] |
| 2009年（平成21年） | 44,799           | -1.9%  |      | 31,330       | 69.9%        |           | [ 大阪府 21 ] |
| 2010年（平成22年） | 44,387           | -0.9%  |      | 31,029       | 69.9%        |           | [ 大阪府 22 ] |
| 2011年（平成23年） | 44,091           | -0.7%  |      | 30,795       | 69.8%        |           | [ 大阪府 23 ] |
| 2012年（平成24年） | 44,319           | 0.5%   |      | 30,805       | 69.5%        |           | [ 大阪府 24 ] |
| 2013年（平成25年） | 45,194           | 2.0%   | 17位 | 31,508       | 69.7%        | [ JR 1 ]  | [ 大阪府 25 ] |
| 2014年（平成26年） | 44,432           | -1.7%  | 17位 | 31,191       | 70.2%        | [ JR 2 ]  | [ 大阪府 26 ] |
| 2015年（平成27年） | 48,122           | 8.3%   | 17位 | 33,733       | 70.1%        | [ JR 3 ]  | [ 大阪府 27 ] |
| 2016年（平成28年） | 48,626           | 1.0%   | 16位 | 34,109       | 70.1%        | [ JR 4 ]  | [ 大阪府 28 ] |
| 2017年（平成29年） | 49,010           | 0.8%   | 16位 | 34,551       | 70.5%        | [ JR 5 ]  | [ 大阪府 29 ] |
| 2018年（平成30年） | 48,966           | -0.1%  | 16位 | 34,587       | 70.6%        | [ JR 6 ]  | [ 大阪府 30 ] |
| 2019年（令和元年） | 48,243           | -1.5%  | 16位 | 33,972       | 70.4%        | [ JR 7 ]  | [ 大阪府 31 ] |
| 2020年（令和02年） | 36,110           | -25.1% | 17位 | 26,763       | 74.1%        | [ JR 8 ]  | [ 大阪府 32 ] |
| 2021年（令和03年） | 37,859           | 4.8%   | 16位 | 27,518       | 72.7%        | [ JR 9 ]  | [ 大阪府 33 ] |
| 2022年（令和04年） | 41,582           | 9.8%   | 16位 | 28,973       | 69.7%        | [ JR 10 ] | [ 大阪府 34 ] |
| 2023年（令和05年） | 43,428           | 4.4%   | 16位 |              |              | [ JR 11 ] |               |

### 年間乗車人員
近年の1年間の乗車人員は以下の通り。
なお下表内の数値の単位は全て「千人」である。
| 年度               | 乗車人員 | うち定期 | 出典          |
| ------------------ | -------- | -------- | ------------- |
| 2007年（平成19年） | 16,654   | 11,540   | [ 茨木市 1 ]  |
| 2008年（平成20年） | 16,676   | 11,553   | [ 茨木市 1 ]  |
| 2009年（平成21年） | 16,352   | 11,435   | [ 茨木市 1 ]  |
| 2010年（平成22年） | 16,201   | 11,326   | [ 茨木市 1 ]  |
| 2011年（平成23年） | 16,137   | 11,271   | [ 茨木市 1 ]  |
| 2012年（平成24年） | 16,177   | 11,244   | [ 茨木市 2 ]  |
| 2013年（平成25年） | 16,496   | 11,500   | [ 茨木市 3 ]  |
| 2014年（平成26年） | 16,218   | 11,385   | [ 茨木市 4 ]  |
| 2015年（平成27年） | 17,565   | 12,313   | [ 茨木市 5 ]  |
| 2016年（平成28年） | 17,748   | 12,450   | [ 茨木市 6 ]  |
| 2017年（平成29年） | 17,888   | 12,611   | [ 茨木市 7 ]  |
| 2018年（平成30年） | 17,873   | 12,624   | [ 茨木市 8 ]  |
| 2019年（令和元年） | 17,657   | 12,434   | [ 茨木市 9 ]  |
| 2020年（令和02年） | 13,180   | 9,768    | [ 茨木市 10 ] |
| 2021年（令和03年） | 13,819   | 10,044   | [ 茨木市 11 ] |
| 2022年（令和04年） | 15,177   | 10,575   | [ 茨木市 12 ] |

## 駅周辺

### 西口方面
- 茨木ショップタウン
- 茨木市立春日丘小学校
- 茨木市立穂積小学校
- 茨木警察署
- 茨木郵便局
- 北おおさか信用金庫本店
- イオンモール茨木
  - 茨木市立穂積図書館
- 大阪府立春日丘高等学校

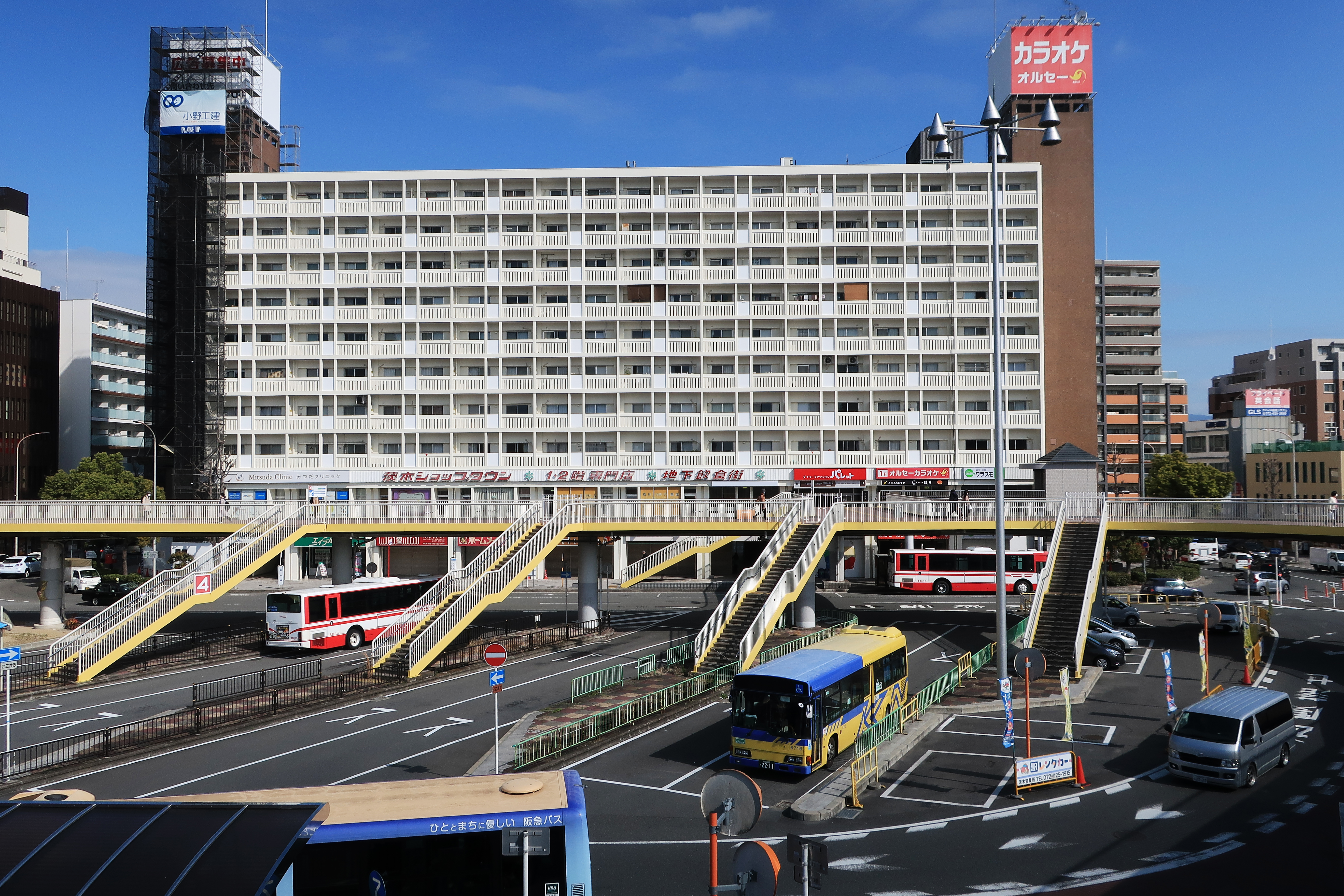
西口バスターミナルと茨木ショップタウン（2021年3月）

- 大阪モノレール宇野辺駅（1.3 km程） - 徒歩で20分近く要する。幹線道路（中央環状線）を越える必要があるため、乗換には注意が必要。
- 大阪府済生会茨木病院（東口より無料送迎バスあり）
- 大阪府三島府民センター
  - 大阪府茨木土木事務所

### 東口方面

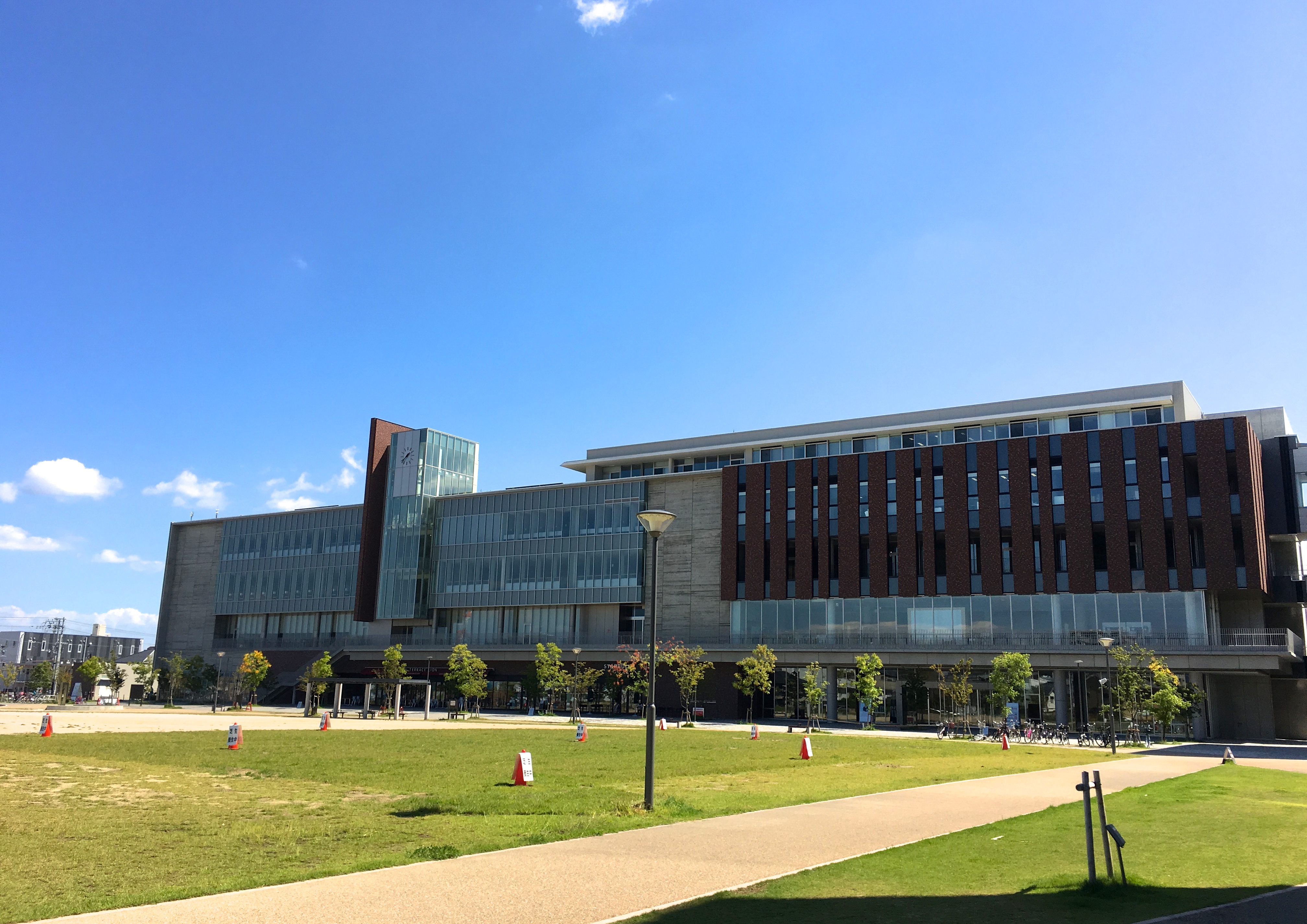
立命館大学大阪いばらきキャンパス（B棟と岩倉公園）

阪急の茨木市駅へは東口方面へ1.5 kmほど。両駅間に市役所をはじめとした市の施設や国・大阪府の出先機関などが並び、茨木市の中心市街地を形成している。
- 茨木市役所
- 茨木市立養精中学校
- 茨木神社
- 安住寺
- 立命館大学大阪いばらきキャンパス
- 茨木市立中条小学校
- 大阪府立茨木高等学校
- ハローワーク茨木
- 茨木市消防本部
- おにクル

## バス路線
メインのバス発着場となる西口にバスロータリーが整備されている他、東口にもバスのりばが設置されており、多数のバス路線が発着する。

西口バスターミナル（2019年11月）

### 西口
路線バスは阪急バス・近鉄バス・京阪バスの3社が乗り入れている。2015年11月27日より、西口駅前広場再整備に伴いのりばが変更となっている。
かつては各方面への路線は茨木市駅西口と同様にロータリー中央部のホームから発着していたが、のりば変更後は4番のりばとして使用されている最も西側の1つを除き閉鎖され、現在は当駅前折り返しの阪急バス・近鉄バスの乗務員休憩所として使用されている。

#### 阪急バス
茨木駅前ビル付近の2番のりば、ロータリー内の7・8・9・10番のりばが割り当てられている。この内7番のりばはタクシーのりば横（近鉄バス5・6番のりばのすぐ後方）、8・9・10番のりばは駅舎付近のロータリー外周に設置されている。主に彩都をはじめとした茨木市北部や箕面市方面への路線が発着。
停留所名は「JR茨木駅」。
忍頂寺車作線の一部は豊能営業所管轄だが、他は全て茨木営業所の管轄。
23時台以降発の便は深夜バスとして運行されている。深夜バスの運賃は通常の倍額である。
| のりば | 路線               | 行先                                               | 備考                                                               |
| ------ | ------------------ | -------------------------------------------------- | ------------------------------------------------------------------ |
| 2      |                    | 阪急茨木市駅（西口）                               | 90・91・92・95・87・81・85・82系統                                 |
| 7      | 茨木彩都線         | 95系統：彩都西駅                                   |                                                                    |
| 7      | 石橋線             | 92系統：小野原/阪急石橋阪大前駅                    | 朝の一部は小野原止まり                                             |
| 8      | 石橋線             | 92系統：豊川一丁目                                 | 平日のみ                                                           |
| 8      | 石橋線             | 直行：豊川一丁目                                   | 平日朝2本のみ。ノンストップ                                        |
| 8      | 石橋線             | 90系統：郡山団地方面/鍛冶屋橋/小野原               | 郡山団地止まりあり。鍛冶屋橋行き最終、平日の小野原行最終は深夜バス |
| 8      | 石橋線             | 93系統：豊川四丁目                                 |                                                                    |
| 9      | 茨木サニータウン線 | 77系統：茨木山手台七丁目                           |                                                                    |
| 9      | 茨木サニータウン線 | 87系統：茨木サニータウン                           |                                                                    |
| 9      | 忍頂寺車作線       | 81系統：中河原南口/忍頂寺/希望ヶ丘東（豊能営業所） | 土休日最終の中河原南口行きは深夜バス。希望ヶ丘東行きは豊能管轄     |
| 9      | 忍頂寺車作線       | 85系統：粟生団地                                   |                                                                    |
| 10     | 忍頂寺車作線       | 82系統：追手門学院前                               |                                                                    |
| 10     | メゾン千里丘線     | 57系統：阪急山田駅/千里中央                        | 一部は阪急山田駅止まり                                             |
| 10     | 彩都もえぎ線       | 直行：ロジスタ・ロジクロス茨木彩都                 | 阪急茨木市駅（西口）にて乗車扱いのみ行う。一般客も利用可           |

#### 近鉄バス
茨木駅前ビル付近の1番のりば、ロータリー内のタクシーのりば横に位置する5・6番のりばが割り当てられている。このほか臨時バスのりばとして4番のりばがロータリー中央のホーム部に設置されている。主に茨木市西部や吹田市方面へのバスが発着。
路線名は全て「茨木線」のため系統名を記載する。
停留所名は阪急バスと同じ「JR茨木駅」。鳥飼営業所の管轄。
市立吹田サッカースタジアムでJリーグが開催される際には臨時直行バスが4番のりばより万博記念競技場までピストン運行される。この時は鳥飼以外の近鉄バス各営業所も応援として臨時便を運行する。なおこの4番のりばはかつてエキスポシティへ向かう近鉄バス路線（2023年までは阪急バスと共管）が土休日に発着していたが、2024年に廃止されてからは臨時バス専用ののりばとなっている。
| のりば | 系統       | 行先                               | 備考                                         |
| ------ | ---------- | ---------------------------------- | -------------------------------------------- |
| 1      |            | 2・12・22番：阪急茨木市駅          |                                              |
| 5      | 阪大系統   | 12番：日本庭園前                   | 平日夜間1本のみ                              |
| 5      | 阪大系統   | 24番：阪大本部前                   | 一部便は阪大本部前にて茨木美穂ヶ丘行きと連絡 |
| 5      | 阪大系統   | 25番：茨木美穂ヶ丘・阪大本部前方面 | 午後以降に運行                               |
| 6      | 春日丘系統 | 1番：春日丘公園方面                | 当停留所始発。朝夕に運行                     |
| 6      | 春日丘系統 | 2番：春日丘公園方面                | 阪急茨木市駅始発。日中に運行                 |

#### 京阪バス
阪急茨木を経て茨木市南東部・高槻市南部・枚方市方面へ向かう枚方茨木線が発着。高槻営業所の管轄。
西口では唯一、停留所名が「JR茨木」であり「駅」が付されていない。
3のりばが割り当てられており、おりばはのりば後方に設置されている（この間に阪急バス・近鉄バスのおりばもある）。
| のりば | 路線       | 行先                  | 備考                           |
| ------ | ---------- | --------------------- | ------------------------------ |
| 3      | 枚方茨木線 | 3号経路：枚方市駅北口 | 朝のみ。白川三丁目は経由しない |
| 3      | 枚方茨木線 | 4A号経路：白川三丁目  | 平日夕方7本のみ                |
| 3      | 枚方茨木線 | 7号経路：枚方市駅北口 |                                |
| 3      | 枚方茨木線 | 7B号経路：竹ノ内町    |                                |

### 東口
近鉄バスと京阪バスが路線バスを運行するほか、関空リムジンバスが発着している。停留所名は全て「JR茨木東口」。
なお、2015年3月16日（京阪バスのみ3月29日）より、東口ロータリー再整備完了に伴いのりばが変更となっている。
ロータリー形態ではないため、各路線バスは当停留所 - 阪急茨木南口間において往路と復路で異なるルートを走行する。

#### 京阪バス
進行方向前方の1のりばより寝屋川茨木線が発着。摂南大学へ向かう学生が多数利用する。
平日の一部と土休日全便は寝屋川営業所の管轄である。平日の大部分は高槻営業所が担当。
摂南大学の祝日開講日や学内でイベント（オープンキャンパスや各種試験）が開催される場合は臨時便として「NS経路」が運行される。途中、阪急茨木南口のみ停車する。
| のりば | 路線         | 系統・行先                            | 備考                               |
| ------ | ------------ | ------------------------------------- | ---------------------------------- |
| 1      | 寝屋川茨木線 | 12号経路：寝屋川市駅（西口）/上鳥飼北 | 上鳥飼北行きは摂南大学休講期間のみ |

#### 近鉄バス
2・3番のりばより茨木市南東部を循環する茨木線の平田系統が発着。この路線も鳥飼営業所発着で、水尾三丁目回りと桑田町回りでのりばが分けられている。
| のりば | 路線     | 系統・行先                     | 備考                                                        |
| ------ | -------- | ------------------------------ | ----------------------------------------------------------- |
| 2      | 平田系統 | 83番：水尾三丁目・平田方面循環 |                                                             |
| 3      | 平田系統 | 84番：桑田町・平田方面循環     |                                                             |
| 3      | 平田系統 | 85番：桑田町・平田方面循環     | 平日の最終便で、循環後に2回目の阪急茨木南口で運転を打ち切る |

#### リムジンバス
東口5番のりばは関西国際空港行きのリムジンバスのりばとなっている。関西空港交通と近鉄バスの共同運行で、過去には大阪空港交通（現在の阪急観光バス）とも共同で運行していた。全便運休中。

### スクールバス・通勤バス
バスのりばの容量の関係上、近隣の学校のスクールバスや企業の通勤バス等は駅前ではなく、駅より多少離れた場所より発着している。
主な発着場所は以下の2箇所であり、茨木市が管理を行っている。
- 茨木市上穂東町バスターミナル（JR茨木駅西口より北へ約600 m。春日1丁目交差点付近）
- 茨木市松ヶ本町バスターミナル（JR茨木駅西口より南西へ約500 m。イオンモール茨木北側）

## 隣の駅
西日本旅客鉄道（JR西日本）
 JR京都線（東海道本線旅客線）
■新快速
通過
■快速
高槻駅 (JR-A38) - 茨木駅 (JR-A41) - 新大阪駅 (JR-A46)
■普通
JR総持寺駅(JR-A40) - 茨木駅 (JR-A41) - 千里丘駅 (JR-A42)
東海道本線貨物線（旅客運転は通過列車のみ）
茨木駅 - （貨）吹田貨物ターミナル駅

### 記事本文